# Krynice
Krynice è un comune rurale polacco del distretto di Tomaszów Lubelski, nel voivodato di Lublino.
Ricopre una superficie di 73,58 km² e nel 2004 contava 3 697 abitanti.